# Crambus rossinii
Crambus rossinii là một loài bướm đêm trong họ Crambidae.